# Vítegra
Vítegra (en rus: Вытегра) és una ciutat de l'óblast de Vólogda, a Rússia, que el 2017 tenia 10.232 habitants.